# Список 100 лучших украинских литературных произведений (по версии Украинского ПЭН-клуба)
Список 100 лучших украинских литературных произведений (по версии Украинского ПЭН-клуба) (укр. Список 100 найкращих українських літературних творів (за версією Українського ПЕН-клубу)) — первый литературный список лучших 100 произведений, призванный рассказать украинцам и миру о важнейших литературных произведениях, написанных на украинском языке. Данный список был составлен в 2019 году членами украинской ячейки международного ПЭН-клуба совместно с онлайн-журналом «The Ukrainians».
Впоследствии, в 2021 году был опубликован список из 100 знаковых романов и повестей на украинском языке под названием «От Кулиша до настоящего времени».

## Цель
На сайте проекта перечислены четыре цели представленного списка:
1. Показать полноту и разножанровость украинской литературы.
2. Обратить внимание украинских и иностранных читателей на важные произведения, которые по определённым причинам были забыты или малоизвестны.
3. Направить издателей, библиотекарей и культурных менеджеров к произведениям, которые должны переиздаваться, переосмысливаться и быть в фондах украинских библиотек.
4. Побуждать отечественные медиа больше писать и говорить об украинской литературе.

## Критерии отбора произведений
Составители списка выделили 5 критериев отбора произведений:
1. Все произведения должны отличаться особым авторским стилем, предлагать новые идеи и смыслы, влиять на развитие украинского языка и становление Украины.
2. Список состоит из произведений на украинском языке, написанных в XVIII—XXI веках.
3. В списке представлены поэзия, проза, драматургия, эссеистика и мемуары, но в него не входят научные издания.
4. Произведение — это роман, повесть, новелла, рассказ, поэма, а также сборники рассказов, новелл или стихов, которые автор заключил как целостное завершённое произведение.
5. Каждый автор представлен в списке только одним произведением.

## Каноничность в украинской литературе
Составители списка отмечают, что «этот список не является каноном украинской литературы, поскольку в нём не представлен большой и важный пласт древней литературы, а также произведения на других языках, которые являются важной составляющей украинской литературы. Кроме того, в Украинский ПЭН входят авторы всех возрастов, с разным образованием и разной вовлеченностью в современный литературный процесс. Поэтому этот список не канонический, а кроме того он является этапной попыткой выработки методологии для заключения такого канона».
По мнению составителей, «этот список рассчитан не на филологов, литературоведов или критиков. Его главной аудиторией являются читатели, которые благодаря этому списку имеют возможность познакомиться с многогранностью украинской литературы, открыть для себя забытые или униженные школьной программой произведения, а главное — почувствовать радость от чтения на своём языке, о себе и о своей стране».

## Список произведений
1. Андиевская Эмма — «Роман о человеческом предназначении»
2. Андрухович София — «Феликс Австрия»
3. Андрухович Юрий — «Перверзія»
4. Антоненко-Давидович Борис — «Сибірські новели»
5. Антонич Богдан-Игорь — «Зелена Євангелія»
6. Багряный Иван — «Сад Гетсиманський»
7. Бажан Николай — «Карби»
8. Барка Василь — «Жёлтый князь»
9. Билик Иван и Мирный Панас — «Разве ревут волы, когда ясли полны?»
10. Белоцерковец Наталка — «Готель Централь»
11. Винниченко Владимир — «Записки кирпатого Мефістофеля»
12. Винничук Юрий — «Танґо смерті»
13. Вишня Остап — «Охотничьи усмешки»
14. Вильде Ирина — «Сёстры Ричинские»
15. Винграновский Николай — «Сто поезій» (сборник)
16. Вовчок Марко — «Інститутка»
17. Воробьёв Николай — «Без кори»
18. Герасимьюк Василий — «Діти трепети»
19. Голобородько Василий — «Летюче віконце» (сборник)
20. Дзюба Иван — «Спогади і роздуми на фінішній прямій»
21. Довженко Александр — «Зачарована Десна»
22. Домонтович Виктор — «Доктор Серафікус»
23. Драй-Хмара Михаил — «Проростень» (сборник)
24. Драч Иван — «Балади буднів»
25. Забужко Оксана — «Польові дослідження з українського сексу»
26. Загребельный Павел — «Диво»
27. Зеров Николай — «Камена»
28. Иванычук Роман — «Мальви»
29. Издрык Юрий — «Воццек & воццекургія»
30. Жадан Сергей — Ворошиловград
31. Жиленко Ирина — «Євангеліє від ластівки»
32. Йогансен Майк — «Подорож ученого доктора Леонардо і його майбутньої коханки прекрасної Альчести у Слобожанську Швайцарію»
33. Калинец Игорь — «Пробуджена муза. Невольнича муза» (как одно целостное произведение)
34. Карпенко-Карый Иван — «Безталанна»
35. Квитка-Основьяненко Григорий — «Конотопская ведьма»
36. Киселёв Леонид — «Тільки двічі живемо…»
37. Кияновская Марианна — «Бабин Яр. Голосами»
38. Кобылянская Ольга — «Valse mélancolique»
39. Кожелянко Василий[укр.] — «Парад в Москве»
40. Косач Юрий — «Еней і життя інших»
41. Костенко Лина — «Над берегами вічної ріки»
42. Котляревский Иван — «Энеида»
43. Коцюбинская Михайлина — «Книга споминів»
44. Коцюбинский Михаил — «Тени забытых предков»
45. Крымский Агафангел — «Андрій Лаговський»
46. Кулиш Николай — «Мина Мазайло»
47. Кулиш Пантелеймон — «Чёрная рада»
48. Лышега Олег — «Друже Лі Бо, брате Ду Фу»
49. Луцкий Юрий[укр.] — «Роки сподівань і втрат»
50. Любченко Аркадий — «Щоденник»
51. Маланюк Евгений — «Книга спостережень»
52. Малкович Иван — «Все поруч»
53. Малярчук, Татьяна[укр.] — «Згори вниз»
54. Маринович Мирослав — «Всесвіт за колючим дротом»
55. Матиос Мария — «Солодка Даруся»
56. Мельничук Тарас — «Князь роси»
57. Могильный Аттила[укр.] — «Київські контури» (сборник)
58. Москалец Константин — «Людина на крижині»
59. Неборак Виктор — «Літаюча голова» (сборник)
60. Нестайко Всеволод — «Тореадоры из Васюковки»
61. Нечуй-Левицкий Иван — «Семья Кайдаша»
62. Олесь Александр — «З журбою радість обнялась»
63. Ольжич Олег — «Підзамче»
64. Осьмачка Феодосий — «Старший боярин»
65. Пидмогильный Валерьян — «Город»
66. Плужник Евгений — «Три збірки»
67. Плющ Леонид — «У карнавалі історії»
68. Подервянский Лесь — «Павлік Морозов. Епічна трагедія»
69. Позаяк Юрий[укр.] — «Шедеври»
70. Прохасько Тарас — «НепрОсті»
71. Рыльский Максим — «Під осінніми зорями»
72. Рымарук Игорь — «Діва Обида»
73. Рубчак Богдан[укр.] — «Міти метаморфоз, або Пошуки доброго світу»
74. Руданский Степан — «Співомовки»
75. Рябчук Николай — «Дилема українського Фауста: громадянське суспільство і „розбудова держави“»
76. Самчук Улас — «Марія»
77. Сверстюк Евгений — «Блудні сини України»
78. Свидзинский Владимир — «Медобір»
79. Светличный Иван — «У мене тільки слово»
80. Семенко Михайль — «Кобзар»
81. Сковорода Григорий — «Сад божественних пісень»
82. Скуратовский Вадим — «Історія та культура»
83. Сосюра Владимир — «Третя Рота»
84. Старицкий Михаил — «За двумя зайцами»
85. Стефаник Василий — «Синя книжечка»
86. Стус Василий — «Палімпсести»
87. Тычина Павел — «Сонячні кларнети»
88. Тютюнник Григор — «Три зозулі з поклоном»
89. Тютюнник Григорий — «Вир»
90. Украинка Леся — «Лесная песня»
91. Ульяненко Олесь — «Сталінка»
92. Франко Иван — «Моисей»
93. Хвылевой Микола — «Я»
94. Хоткевич Гнат — «Камінна душа»
95. Чубай Григорий — «П’ятикнижжя»
96. Шевченко Тарас — «Кобзарь» (сборник)
97. Шевчук Валерий — «Дім на горі»
98. Шевелёв Юрий — «Я— мене— мені (і довкруги)»
99. Шкурупий Гео — «Двері в день»
100. Яновский Юрий — «Майстер корабля»